# Hackness
Hackness är en ort och civil parish i Storbritannien.   Den ligger i grevskapet North Yorkshire och riksdelen England, i den centrala delen av landet, 300 km norr om huvudstaden London. Hackness ligger 76 meter över havet och antalet invånare är 221.
Terrängen runt Hackness är lite kuperad. Runt Hackness är det ganska tätbefolkat, med 120 invånare per kvadratkilometer. Närmaste större samhälle är Scarborough, 7,4 km öster om Hackness. Trakten runt Hackness består till största delen av jordbruksmark.